# Hannah Montana
Hannah Montana es una serie de televisión estadounidense, original de Disney Channel y protagonizada por Miley Cyrus. La serie, destinada al público juvenil e infantil, relata la doble vida de una megaestrella del pop juvenil y una chica común llamada Miley Stewart. Fue estrenada el 24 de marzo de 2006 y finalizó con su último episodio el 16 de enero de 2011 en los Estados Unidos, mientras que en Hispanoamérica la serie se estrenó el 11 de noviembre de 2006 y terminó el 20 de febrero de 2011, y en España se estrenó el 6 de septiembre de 2006 y se terminó el 25 de marzo de 2011.
Es la serie más vista del canal y tiene el récord de episodios más vistos, alcanzando audiencias de 10.7 millones de espectadores, hito histórico para una serie de televisión original de Disney Channel. Las audiencias del canal con otras series, como Wizards of Waverly Place y That´s So Raven, oscilaban entre los 5 millones de espectadores, siendo opacadas por el éxito de Hannah Montana y el fenómeno internacional de su protagonista, Cyrus, siendo nominada cuatro veces a los Emmy y dos a los BAFTA, marcando un antes y después en la historia de la compañía. Las bandas sonoras fueron las más vendidas entre 2006 y 2011.
La serie ha sido producida por It's a Laugh Productions, Inc y Michael Poryes Productions para Disney Channel; y es filmada en Tribune Studios en Hollywood, California (para la primera y segunda temporada) y en Sunset Bronson Studios igualmente en Hollywood, California (a partir de la tercera temporada). Michael Poryes, que se acredita como cocreador de la serie, también es cocreador de la serie de Disney Channel That's So Raven y Boy Meets World.
La filmación de la segunda temporada inició en diciembre de 2006, y se estrenó en los Estados Unidos en abril del siguiente año. En 2008, se anunció que Hannah Montana volvería con una tercera temporada y una cuarta en 2010 siendo la última, terminando con un especial de una hora.
El 10 de abril de 2009, en los Estados Unidos y Canadá, se estrenó la adaptación cinematográfica de la serie, con el nombre: «Hannah Montana: The Movie», donde Miley debe tomar la decisión más importante de su vida, revelar al mundo que ella es Hannah o dejar de serlo y vivir sin su secreto. La serie fue renovada para una cuarta y última temporada que fue estrenada el 11 de julio de 2010 en los Estados Unidos. En Latinoamérica, su estreno fue el 13 de agosto de 2010, comercializada como Hannah Montana Forever.
La serie recibió críticas generalmente favorables por parte de los críticos, y ha sido reconocida como un «placer culposo» por varios medios de comunicación. El éxito instantáneo de la serie es ampliamente acreditado con el lanzamiento de la carrera de Cyrus y su establecimiento como ídolo adolescente.

## Argumento
Miley Stewart (Miley Cyrus) vive una doble vida como una estudiante promedio durante el día y una ídolo adolescente internacional Hannah Montana por la noche. Su padre, Robby Ray Stewart (Billy Ray Cyrus), fue un exitoso cantante de música country bajo el nombre artístico Robby Ray, y cría a Miley y a su hermano Jackson (Jason Earles) como padre viudo en Malibú, California, después de que su esposa Susan muriera. La mejor amiga de Miley, Lily Truscott (Emily Osment), descubrió su secreto mientras asistía a un concierto de Hannah Montana. Más tarde, en la primera temporada, Miley le reveló su secreto a su amigo cercano Oliver Oken (Mitchel Musso) con la intención de poner fin a su interés romántico con Hannah Montana. Lily asumie el alias de Lola Luftnagle cuando aparece con Hannah para proteger su secreto. Mientras tanto, Jackson trabaja en Rico's Surf Shop, donde su jefe de edad infantil, Rico Suave (Moises Arias), a menudo lo asigna a tareas embarazosas.
Miley, Lily y Oliver comienzan la secundaria en la segunda temporada. Rico, quien comienza la secundaria después de saltarse varios grados por ser superdotado, casi descubre el secreto de Miley en varias ocasiones. Oliver asumie el alias de Mike Standley III para acompañar a sus amigas cuando son Hannah y Lola. Más tarde en la temporada, Miley le admite a la superestrella de Hollywood, Jake Ryan, a quien inicialmente no le agradó y que luego salió en la segunda temporada, es que ella es Hannah Montana. Sin embargo, su relación brevemente reavivada termina después de que él lucha para adoptar un estilo de vida normal, no famoso, que a Miley le preocupa que perderá como resultado de salir con el actor.
Mientras Miley se va a filmar una película, Lilly y Oliver comienzan a salir en la tercera temporada. Aunque inicialmente Miley se siente incómoda con la cambiante dinámica de su amistad, a menudo ayuda a los dos a reconciliarse después de discutir entre ellos. La propia Miley comienza a salir con Jake nuevamente, pero desarrolla sentimientos por su compañero de banda Jesse. Hacia el final de la temporada, Jackson se muda a su propio apartamento mientras asiste a la universidad, mientras que Lilly se muda con la familia Stewart después de que su madre encuentra trabajo en Atlanta, Georgia. En el final de temporada de dos partes, Robby compra un rancho en Malibú para traer a Blue Jeans (el caballo de Miley) de Tennessee, mientras que Jackson deja su apartamento y regresa con ellos. Oliver también se embarca en una gira con la banda que vivía arriba del antiguo apartamento de Jackson.
En la cuarta temporada, la familia Stewart se muda a su nuevo rancho, y Miley se entera de que Jake la estaba engañando por Oliver, quien tiene una foto de Jake mordisqueando la oreja de otra chica. Ella termina con él y pronto comienza a salir con Jesse. Él admite que descubrió su secreto prestando atención a sus acciones, y comienza a molestar a sus amigos y familiares. Después de mucha deliberación, Miley le revela a la audiencia televisiva de Jay Leno que ella es Hannah Montana. Después, Miley y Lilly se gradúan de la escuela secundaria, preparadas para asistir a la universidad. Pero Miley tiene una oferta para rodar una película en París, y convence a Lilly de que vaya con ella, sin embargo, en el aeropuerto, Lilly decide no ir para volver a la universidad (debido a que Oliver la convence de que Miley seguirá teniendo más trabajos como ese), mientras Miley viaja a París. Sin embargo, finalmente regresa, uniéndose a Lilly en Stanford.

## Episodios
| Temporada | Temporada  | Episodios  | Estados Unidos                                              | Estados Unidos                                              | Latinoamérica             | Latinoamérica             | España                     | España                     | Lanzamiento en DVD  | Lanzamiento en DVD  | Lanzamiento en DVD  | Lanzamiento en DVD  |
| Temporada | Temporada  | Episodios  | Comienzo                                                    | Final                                                       | Comienzo                  | Final                     | Comienzo                   | Final                      | Volumen 1           | Volumen 2           | Volumen 3           | Volumen 4           |
| --------- | ---------- | ---------- | ----------------------------------------------------------- | ----------------------------------------------------------- | ------------------------- | ------------------------- | -------------------------- | -------------------------- | ------------------- | ------------------- | ------------------- | ------------------- |
|           | 1          | 26         | 24 de marzo de 2006                                         | 30 de marzo de 2007                                         | 11 de noviembre de 2006   | 23 de abril de 2007       | 15 de septiembre de 2006   | 06 de enero de 2008        | 22 de abril de 2009 | 22 de abril de 2009 | 22 de abril de 2009 | 22 de abril de 2009 |
|           | 2          | 30         | 23 de abril de 2007                                         | 04 de julio de 2008                                         | 30 de agosto de 2007      | 12 de octubre de 2008     | 2007                       | 07 de julio de 2008        | 13 de mayo de 2009  | 5 de mayo de 2009   | 8 de julio de 2009  | 8 de julio de 2009  |
|           | Película 1 | Película 1 | 10 de abril de 2009 (cinemas) 19 de noviembre de 2010 (TV)  | 10 de abril de 2009 (cinemas) 19 de noviembre de 2010 (TV)  | Jueves, 7 de mayo de 2009 | Jueves, 7 de mayo de 2009 | Viernes, 8 de mayo de 2009 | Viernes, 8 de mayo de 2009 | N/A                 | N/A                 | N/A                 | N/A                 |
|           | 3          | 31         | 02 de noviembre de 2008                                     | 14 de marzo de 2010                                         | 22 de noviembre de 2008   | 18 de abril de 2010       | 13 de marzo de 2009        | 11 de junio de 2010        | 10 de marzo de 2010 | N/A                 | 21 de julio de 2011 | 21 de julio de 2011 |
|           | Película 2 | Película 2 | 1 de febrero de 2008 (cinemas) 19 de noviembre de 2010 (TV) | 1 de febrero de 2008 (cinemas) 19 de noviembre de 2010 (TV) | 3 de julio de 2010        | 3 de julio de 2010        | N/A                        | N/A                        | N/A                 | N/A                 | N/A                 | N/A                 |
|           | 4          | 13         | 11 de julio de 2010                                         | 16 de enero de 2011                                         | 13 de agosto de 2010      | 20 de febrero de 2011     | 24 de septiembre de 2010   | 25 de marzo de 2011        | 22 de marzo de 2011 | 22 de marzo de 2011 | 22 de marzo de 2011 | 22 de marzo de 2011 |

### Primera temporada
Habla básicamente de los inicios de la doble vida de Miley, desde cuando es Hannah Montana y como mezcla su vida de Miley con su vida de Hannah que todavía no alcanza la cima a pesar de toda su fama. Tiene 26 episodios. Su CD es: Hannah Montana.

### Segunda temporada
Ya Hannah/Miley, con bases más sólidas, es una total superestrella, todavía en ascenso. Las vivencias de Miley en la preparatoria ya son más maduras y ya piensa con algo más de madurez, el personaje atraviesa la pubertad. Tiene 30 episodios. Su CD es: Hannah Montana 2: Meet Miley Cyrus.

### Tercera temporada
Miley creció un poco, incluso Hannah tiene un cambio de estilo para demostrar su madurez, ya puede tomar decisiones más firmes y seguras. Tiene 30 episodios. Su CD es: Hannah Montana 3.

### Cuarta temporada
Miley junto a su padre, Lilly y Jackson se mudan a otra casa. Miley tiene un nuevo vecindario, de nuevo tiene un cambio de look. Tendrá que estudiar en la misma escuela. A Miley se le complica más poder mantener su doble vida de Hannah. Jackson tendrá una novia, Lilly y Oliver continúan con su relación pero a distancia, a veces la visita. Rico también está con ellos en esta temporada. Tiene 13 episodios. Su CD es: Hannah Montana Forever.

### Crossovers con otras series
- Crossover con The Suite Life of Zack and Cody & That's So Raven: El 28 de julio de 2006, Disney Channel estrenó "That's So Suite Life of Hannah Montana" es un crossover de las sitcoms de Disney Channel That's So Raven, The Suite Life of Zack and Cody, y Hannah Montana. Es conocido como «Es tan Hannah Montana en Acción: El Cruce de Estrellas» en Hispanoamérica y como «¡Qué vida tan dulce la de Hannah Montana!: Juntos, pero no revueltos» en España. Fue transmitido el 28 de julio de 2006 como un especial de 3 partes en los Estados Unidos y el 17 de enero de 2007 en Latinoamérica en Zapping Zone. En el crossover, los personajes de las tres series se encuentran entre ellos en el Hotel Tipton.
- Crossover con Cory en la Casa Blanca: El 16 de julio de 2007, Disney Channel estrenó el crossover entre las series Hannah Montana & Cory en la Casa Blanca. Miley está molesta con Roxy porque es muy sobreprotectora con ella, por lo que Roxy decide renunciar e irse a ser guardaespaldas del presidente. Miley comienza a extrañar a Roxy y hará de todo por recuperarla.
- Crossover con Wizards of Waverly Place & The Suite Life on Deck: El 17 de julio de 2009, Disney Channel estrenó el crossover "Wizards on Deck with Hannah Montana". Es un crossover entre las series Wizards of Waverly Place, The Suite Life on Deck y Hannah Montana. Al igual al anterior "That's So Suite Life of Hannah Montana", es un especial que consta de 3 episodios, uno por cada serie, donde los personajes tendrán aventuras en el S.S. Tipton.

## Películas

### Hannah Montana & Miley Cyrus: Lo mejor de ambos mundos en concierto
Hannah Montana & Miley Cyrus: Best of Both Worlds Concert es una película concierto de Walt Disney Pictures presentada en Disney Digital 3D. La versión limitada estaba destinada a ser por una semana, febrero 1-7, 2008 en los Estados Unidos y Canadá con el estreno en otros países más adelante, pero se extendió el tiempo para ver el tiempo que buscaban los teatros. Disney anunció que el concierto fue filmado en varias ciudades a ser teatralmente en libertad en los EE. UU., en febrero y en el plano internacional de ese mes. La película utiliza gafas 3D. Se estrenó en Disney Channel Latinoamérica el 3 de julio de 2010 (se anunció hace muchos meses y se dejó de anunciar, pero fue en julio donde se dio a conocer su estreno).

### Hannah Montana: La película
Hannah Montana: The Movie es la adaptación cinematográfica de la serie. El rodaje comenzó en abril de 2008, en Tennessee, y Los Ángeles, California, y se completó en julio del mismo año. La película fue estrenada el 10 de abril de 2009 en los Estados Unidos y Canadá.
La película se centra en cuando Miley conoce a un muchacho, y a lo largo de toda la película se "enamora" lo que la lleva a que decida si quiere ser Miley Stewart o simplemente ser Hannah Montana.

## Elenco y personajes

### Principales
- Miley Cyrus como Miley Stewart / Hannah Montana, es una adolescente originaria de Tennessee que vive una doble vida secreta con su alter ego Hannah Montana, una famosa estrella del pop, teniendo lo mejor de dos mundos. Miley es como cualquier otra adolescente normal, enfrenta desafíos, pero lo soporta con la ayuda de familiares y amigos. Durante la serie, Miley guarda el secreto de su doble vida, sin embargo se lo llega a contar a Lilly, Oliver, Sienna, Jake y Jesse.
- Emily Osment como Lilly Truscott, es la mejor amiga de Miley y de Oliver, y más tarde, la novia de este último durante las temporadas 3 y 4. Al igual que Miley, Lilly se ve obligada a estar bajo el alias de Lola Luftnagle, para poder estar con Hannah. Lilly es la primera en conocer el secreto de Miley.
- Jason Earles como Jackson Stewart, el hermano mayor de Miley e hijo de Robby. Es conocido por sus hábitos tontos, perezosos y desagradables. Jackson y Miley discuten constantemente y compiten por la aprobación de su padre, pero a pesar de ello, se aprecian mutuamente, e incluso Jackson hace todo lo posible para ayudar a Miley cuando se mete en serios problemas.
- Mitchel Musso como Oliver Oken (temporadas 1-3 principal; invitado temporada 4), es un joven judío y el mejor amigo de Miley y Lilly, más tarde el novio de esta última en las temporadas 3 y 4. Era un fanático entusiasta (y acosador) de Hannah Montana, sin embargo, cuando Miley le revela su identidad, esto hace que su fanatismo termine. Oliver utiliza el alias de Mike Standley III cuando está con Hannah. Musso dejó de ser un personaje principal en la temporada 4, debido a que protagonizó la serie Par de reyes, teniendo algunas apariciones en esa temporada.
- Billy Ray Cyrus como Robby Ray Stewart, es el padre de Miley y Jackson, él cual está orgulloso de su cabello y que anteriormente tenía una exitosa carrera como cantante de música country, dejándola cuando se convirtió en padre. También es el mánager de Hannah Montana, y al contrario de Miley, Lilly y Oliver, Robby no lleva una doble identidad. Robby es un padre amoroso y protector con sus hijos. Enviudó 3 años antes del primer episodio del programa.
- Moisés Arias como Rico Suave (temporadas 2-4; secundario temporada 1), es el joven gerente de "Rico's Surf Shop", un puesto de comida ubicado en la playa cerca de la casa de los Stewart. Es el némesis de Jackson, su empleado. En la temporada 2 también asiste a la escuela con Miley, Lilly y Oliver. Rico es el único personaje principal que desconoce la doble vida de Miley.

### Secundarios
- Cody Linley como Jake Ryan (temporadas 1-4), es un actor de cine y televisión nominado al Emmy, mantuvo una relación intermitente con Miley, algo que ha estado en curso durante gran parte de la serie, siendo el principal interés amoroso de Miley y su novio. Jake es uno de los personajes que conoce la doble vida de Miley. Su relación explora los altibajos de la vida de las celebridades.
- Dolly Parton como la tía Dolly (temporadas 1-4), es una vieja amiga de la familia Stewart, desde que Robby era un bebé. El afecto que tienen los Stewart hacía ella es tan grande que la consideran parte de su familia, siendo la madrina de Miley y la responsable de que Robby y su esposa se casaran. Suele darle consejos y palabras de aliento a Miley y tiene una enemistad con la madre de Robby, Ruthie Ray debido a que ambas salieron con Elvis Presley. El personaje se basa principalmente en la propia Parton, que es la madrina de la vida real de Miley Cyrus.
- Vicki Lawrence como la abuela Ruthie Ray Stewart (temporadas 1-4), la madre de Robby Ray y abuela paterna de Miley y Jackson. Vive en Tennessee, pero ocasionalmente visita California para estar con su familia, es una exjugadora olímpica de voleibol. Ruthie es una mujer exigente y obstinada, que a menudo se ve molestando a Robby por sus hábitos y habilidades de crianza. Mientras estaba en la secundaria, salió con su compañero Elvis Presley, lo que ocasionó que comenzará una enemistad con Dolly.
- Frances Callier como Roxanne "Roxy" Roker (temporadas 1-2), es la guardaespaldas personal de Miley que trabaja para ella cuando es Hannah, y a veces cuando es Miley, quien fue antiguamente parte de la marina. Roxy se toma muy en serio su trabajo. Ella es como un miembro de la familia para los Stewart. Además de ser la guardaespaldas de Miley, ha trabajado con otras celebridades y agencias del gobierno.
- Shanica Knowles como Amber Addison (temporadas 1-4), es una joven rica, extremadamente mala y presumida y la mejor amiga de Ashley. Es compañera y rival de Miley y Lilly. Es fan de Hannah Montana. Es la que típicamente toma el liderazgo en su dúo, es editora del anuario escolar, animadora y una gran cantante.
- Anna María Pérez de Tagle como Ashley Dewitt (temporadas 1-4), al igual que su mejor amiga Amber, es una joven rica, mala y presumida, aunque un poco tonta. Es compañera y rival de Miley y Lilly. Es fan de Hannah Montana. Suele hacer lo que Amber le dice.
- Romi Dames como Traci Van Horn (temporadas 1-3), es una egocéntrica socialité y amiga íntima de Hannah Montana. Es hija de un productor discográfico. Traci habla con una voz nasal que otros notan con frecuencia, que según ella es un "tabique desviado" o una "afección nasal".
- Paul Vogt y Peter Allen Vogt como el señor Albert Dontzig (temporadas 1 y 3), es el vecino rico, presuntuoso, pretencioso, obeso y desagradable de los Stewart, que tiene una rivalidad constante con Robby y Jackson. Los gemelos idénticos Vogt interpretan al personaje en diferentes episodios.
- Andre Kinney como Cooper "Coop" Montgomery (temporada 1), es el mejor amigo de Jackson. Trabaja en un cine y ama hornear en secreto.
- Hayley Chase como Joannie Palumbo (temporadas 1-4), es la rival de Lilly desde que eran pequeñas, y fue novia de Oliver.
- Greg Baker como Francis Corelli (temporadas 1-2), es el maestro de Miley, Lilly y Oliver en la secundaria Seaview, que trata ser cool y divertido.
- Morgan York como Sarah (temporadas 1, 3-4 invitada; secundaria temporada 2), es una joven nerd y bondadosa compañera de Miley, Lilly y Oliver. Es ecologista, es partidaria de los derechos de los animales y está especialmente preocupada por los pobres y los necesitados.
- Brooke Shields como Susan Stewart (temporadas 2-3), es la difunta esposa de Robby y madre de Miley y Jackson, que aparece en videos y en secuencias de sueños. Murió en un accidente automovilístico 3 años antes del primer episodio del programa.
- Selena Gomez como Mikayla Skeech (temporada 2), es una joven estrella pop, la cual tiene una rivalidad con Hannah Montana.
- Drew Roy como Jesse (temporadas 3-4), es el segundo interés amoroso de Miley, él cual conoce su doble identidad como Hannah Montana. Es un joven músico y compañero de banda de Hannah.
- Tammin Sursok como Siena (temporada 4), es una modelo de bikinis, vecina de los Stewart y más tarde, novia de Jackson. Es uno de los personajes que conoce la doble identidad de Miley como Hannah Montana.

### Invitados
- Corbin Bleu como Johnny Collins (temporadas 1-2), un compañero de clases de Miley, del cual está enamorado y tiene pánico de hablarle.
- Erin Matthews como Karen Kunkle (temporadas 1-2, 4), una maestra de Miley, Lilly, Oliver, Jackson y Rico.
- Lisa Arch como Liza Liposucción (temporadas 1 y 3), la antigua asistente de Hannah.
- Michael Kagan como Colin Lasitter (temporadas 1-4), el conductor de un programa de entrevistas.
- Andrew Caldwell como Thor (temporada 2), un joven de Minnesota y nuevo estudiante de la secundaria Seaview y amigo de Jackson.
- Larry David (temporada 2) como él mismo.
- Jesse McCartney (temporada 2) como él mismo.
- Camryn Manheim (temporada 2) como Margo, la representante de Mikayla.
- Los Jonas Brothers (temporada 2) como ellos mismos.
- Dwayne Johnson (temporada 2) como él mismo.
- Terry Rhoads y Leigh-Allyn Baker como Mack y Mickey (temporada 3), son 2 presentadores extravagantes de un programa de entrevistas. Mack es retratado como el homólogo egocéntrico y un poco tonto de Mickey. En "Welcome To The Bungle" se revela que Mickey está embarazada, esto se debe al embarazo de la vida real de Baker en ese momento, lo que resultó en que ella fuera elegida como Amy Duncan en ¡Buena suerte, Charlie!.
- Heather Locklear como Heather Truscott (temporada 2), la madre de Lilly.
- David Koechner como él tío Earl (temporadas 2 y 4), uno de los hermanos de Robby.
- Donny Osmond (temporada 2) como él mismo.
- Ray Romano (temporada 2) como él mismo.
- Lisa Rinna como Francesca (temporada 3), la prima del señor Dontzig.
- Rob Reiner como él mismo (temporada 3)
- David Archuleta como él mismo (temporada 3)
- Chris Zylka como Gabe Lamotti (temporada 3), un estudiante de la secundaria Seaview, del cual todas las chicas están enamoradas.
- Jon Cryer como Kenneth "Ken" Truscott (temporadas 3-4), es un contador y padre de Lilly.
- Ray Liotta como el director Luger (temporada 4), el director de la secundaria Seaview.
- Christine Taylor como Lori (temporada 4), la enfermera de la secundaria Seaview, con quien sale Robby Ray.
- Sheryl Crow como ella misma (temporada 4)
- John Cena como él mismo (temporada 4)
- Iyaz como él mismo (temporada 4)
- Jay Leno como él mismo (temporada 4)
- Dr. Phil como él mismo (temporada 4)
- Robin Roberts como ella misma (temporada 4)
- Kelly Ripa como ella misma (temporada 4)

## Producción

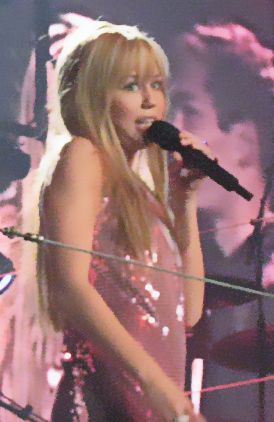
Miley Cyrus como Hannah Montana en el Best of Both Worlds Tour.

Michael Poryes, a quien se le acredita como cocreador, también cocreó el éxito de la serie original de Disney Channel That's So Raven. El espectáculo es producido por It's a Laugh Productions. y Michael Poryes Productions, en asociación con Disney Channel Original Productions. Está filmado en Sunset Bronson Studios en Hollywood, California.
La idea original de este show se basó en el episodio "Goin 'Hollywood" de That's So Raven, que sirvió como Episodio piloto para una comedia provisional llamada Better Days para protagonizar Alyson Stoner, en la que una estrella infantil de un popular programa de televisión del el mismo nombre era probar suerte en ir a una escuela normal. El episodio "New Kid in School" tiene la premisa básica de ese episodio antes mencionado.
A medida que el concepto del show se desarrollaba aún más, entre los considerados para el papel principal de "Chloe Stewart" se encontraban el ex finalista de American Juniors Jordan McCoy, la futura actriz de Gossip Girl Taylor Momsen y el cantante de pop y R & B JoJo (que rechazó el papel). Miley Cyrus originalmente audicionó para el papel de la "mejor amiga" Lilly Truscott, pero pensaron que sería mejor para el personaje principal, por lo que probó con Chloe Stewart/Hannah Montana. Chloe Stewart fue luego cambiada a Miley Stewart cuando Cyrus obtuvo el papel. Los nombres de Hannah Montana fueron cambiados algunas veces. Uno de los nombres anteriores era Alexis Texas.
En diciembre de 2006, Disney anunció planes para lanzar productos de Hannah Montana, incluyendo ropa, joyas, indumentaria y muñecas, en tiendas seleccionadas. Play Along Toys lanzó las muñecas de moda de Hannah Montana, las muñecas cantantes, la muñeca Miley Stewart y otras mercancías en agosto de 2007. Se lanzaron más muñecas Hannah en noviembre, junto con Oliver, Lilly y más tarde los muñecos de Jake Ryan. Se convirtieron en uno de los juguetes de Navidad más populares en 2007.
Según el Daily Dispatch, la serie de televisión tuvo una audiencia global de 200 millones de televidentes en 2008. "Si los televidentes de Miley fueran un país, serían la quinta población más grande del mundo, justo por delante de Brasil". En febrero de 2008, la franquicia de Hannah Montana se había vuelto tan importante que Disney convocó a una "reunión internacional de 80 personas para discutir el futuro de Hannah Montana". Todos los segmentos comerciales de Disney estuvieron representados en la reunión.

## Secuencia de apertura
El tema musical de Hannah Montana es «The Best Of Both Worlds», compuesto por Matthew Gerrard y Robbie Nevil, producido por Gerrard e interpretada por Miley Cyrus (como Hannah Montana).
John Carta, que compuso las señales de música para indicar los cambios de escenas y los cortes comerciales de la primera temporada, compuso la música de la canción. La letra de la canción «The Best Of Both Worlds» describe la premisa básica de la serie.
La versión completa de la canción, que dura 2 minutos y 54 segundos, se incluyó en la banda sonora de la serie, lanzada en octubre del 2006. Para la versión de TV del tema, que dura solo 50 segundos, solo fueron utilizadas las 2 primeras y las 2 últimas estrofas. «Just Like You» y «The Other Side Of Me» fueron aprobadas originalmente para el tema de apertura, antes de que «The Best Of Both Worlds» fuera escogida como el tema.
En la secuencia de apertura de las dos primeras temporadas, aparece el nombre del actor junto a escenas de la serie. El nombre de cada miembro aparece en la pantalla en un recuadro de reflectores junto con luces y dentro del recuadro el clip del personaje, luego la secuencia cambia a pantalla completa en el clip del episodio, con los nombres del creador apareciendo del segundo al último clip. El título de la serie aparece al principio y al final de la secuencia. El único cambio de la entrada en la segunda temporada, es que se sustituyeron los clips de episodios y se incorporó el logotipo de Disney Channel sobre el título de Hannah Montana.
Para la tercera temporada se utilizó una nueva versión de apertura de los créditos, cuenta con Miley como ella misma y Hannah Montana en Times Square. Los nombres de los actores y los clips de la serie aparecen en una pantalla tipo marquesina pegada a un edificio con luces y público e incluye a Hannah Montana con su nueva peluca y estilo de ropa. La canción que suena es una nueva versión remezclada de «The Best Of Both Worlds» que fue originalmente grabada para Hannah Montana: La Película.

## Críticas

### Imagen pública de Cyrus

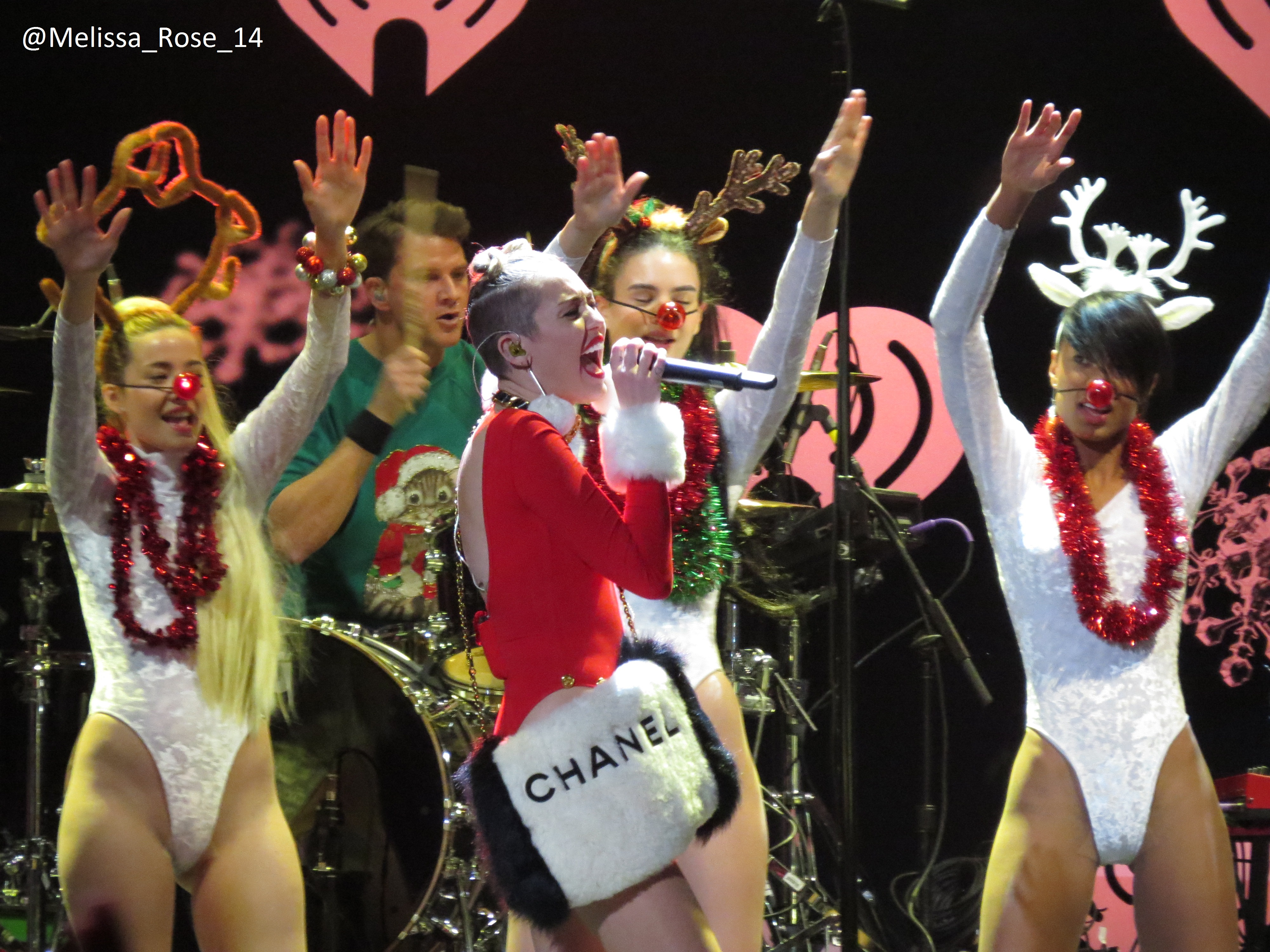
"Cuando Walt Disney dirigía la compañía, hubiera sido impensable que una ex estrella de Disney siguiera esta ruta. No me puedo imaginar a ningún padre, sabiendo qué tipo de persona es Miley en su etapa actual, dejando que sus hijos se apeguen demasiado al personaje de Hannah Montana. Por eso, Disney puede verse obligado a retirar al personaje del todo". Melissa Henson del Parents Televisión Council discute la conexión entre la serie y la carrera continuada de Cyrus.

A medida que Cyrus continuó desarrollando una imagen cada vez más provocativa a medida que Hannah Montana progresaba, la serie ha recibido críticas por parecer una influencia negativa en su público más joven. En 2010 y 2011, fue reconocida como la peor influencia de celebridades por JSYK, un servicio propiedad de AOL, presumiblemente considerando una serie de imágenes sexualmente inapropiadas y filmaciones filtradas de Cyrus fumando Salvia divinorum. En contraste, la amiga de Cyrus, Kelly Osbourne, describió que tales informes "no podrían estar más lejos de la verdad" y agregó que "ella aprendió su lección" después de su incidente con Salvia divinorum.
En 2012, Joe Paul Wilson, del Culture and Media Institute, la criticó por "convertirse en el epítome del modelo anti-rol para las niñas" después de establecer un seguimiento a través de su personalidad "sana" como Hannah Montana. Escribiendo para el New York Post, Naomi Schaefer Riley señaló que Cyrus "engañó" a la audiencia de la serie después de asumir una imagen pública cada vez más provocativa, que se presentaba como un "peligro inherente" para los niños más pequeños.
Después de una controvertida actuación en los MTV Video Music Awards 2013, Hollie McKay de Fox News consideró que los padres ya no se sentirían cómodos permitiendo que sus hijos vean a Hannah Montana "sabiendo cuál es la personalidad actual de Miley", y sugirió que Disney sería forzada a descontinuar la franquicia a la luz de la crítica. Cyrus misma había expresado previamente su desagrado por no haber podido "borrar esas cosas (Hannah Montana) y comenzar de nuevo", y reconoció sus intentos de "comenzar como una nueva artista" con su cuarto álbum de estudio y su primer disco no relacionado con Disney, Bangerz (2013).

### Demandas
Buddy Sheffield alegó que lanzó el concepto de una serie de televisión titulada Rock and Roland al canal de Disney en 2001. El programa se habría centrado en un estudiante de escuela secundaria que llevó una doble vida secreta como estrella de rock, aunque la cadena rechazó la propuesta. Sin embargo, después de que Hannah Montana se convirtiera en una franquicia exitosa, Sheffield entabló una demanda contra el canal de Disney en agosto de 2007, comentando que le debían "millones de dólares" por daños y perjuicios.
En abril de 2010, los cocreadores de la serie, Rich Correll y Barry O'Brien, entablaron una demanda contra Disney Channel por $ 5 millones sobre las ganancias del programa. Afirmaron que les negaron su parte de las ganancias y pre-negociaron las bonificaciones porcentuales basadas en sus contratos de backend y Writers Guild of America, requisitos de West para los escritores que reciben créditos "creados por". Correll, quien también dirigió varios episodios, alegó además que fue despedido injustamente por Disney luego de testificar en relación con un arbitraje de WGA. Un tercer productor, Michael Poryes, ha presentado anteriormente una demanda similar en octubre de 2008.

## Doblaje
| Personaje       | Actor original  | Actor de doblaje (Hispanoamérica) | Actor de doblaje (España) | Temporada |
| --------------- | --------------- | --------------------------------- | ------------------------- | --------- |
| Miley Stewart   | Miley Cyrus     | Samantha Domínguez                | Pilar Martín              | 1-4       |
| Lilly Truscott  | Emily Osment    | Mitzy Corona                      | Sara Heras                | 1-4       |
| Oliver Oken     | Mitchel Musso   | Abraham Vega                      | Pablo Tribaldos           | 1-4       |
| Jackson Stewart | Jason Earles    | Javier Olguín                     | Adolfo Moreno             | 1-4       |
| Robbie Stewart  | Billy Ray Cyrus | Mario Castañeda                   | Juan Amador Pulido        | 1-4       |
| Rico Suave      | Moisés Arias    | Manuel Díaz                       | David Sánchez             | 1-2       |
| Rico Suave      | Moisés Arias    | Manuel Díaz                       | Carlos Bautista           | 3-4       |

## Bandas sonoras
- 2006: Hannah Montana
- 2007: Hannah Montana 2
- 2009: Hannah Montana: The Movie
- 2009: Hannah Montana 3
- 2010: Hannah Montana Forever